# Castillo de Beleña de Sorbe
El castillo de Beleña de Sorbe (también conocido como Castillo de Doña Urraca o Castillo de Monilan) es una fortificación en ruinas localizada en la localidad española de Beleña de Sorbe, perteneciente al municipio de Cogolludo, en la provincia de Guadalajara.
De origen musulmán, la fortaleza se encuentra emplazada en un alto junto al río Sorbe. Durante el siglo xi debió de pasar a control cristiano como el resto de la zona, permaneciendo dentro del realengo de Beleña hasta la concesión de esta y el castillo por parte de Alfonso VIII de Castilla de este último a Martín González el de enero de 1170. Se tienen referencias escritas directas del castillo desde 1127.